# Konference ve Wa-jao-pao
Konference ve Wa-jao-pao (čínsky v českém přepisu [Wa-jao-pao chuej-i, pchin-jinem Wǎyáobǎo huìyì, znaky zjednodušené 瓦窑堡会议, tradiční 瓦窯堡會議) bylo rozšířené zasedání politbyra Komunistické strany Číny ve dnech 17.–25. prosince 1935 nedlouho po skončení Dlouhého pochodu 1. frontu Rudé armády. Jednání proběhlo v městě Wa-jao-pao (v okresu C’-čchang, dnes v prefektuře Jen-an v provincii Šen-si na severozápadě Číny) a účastnili se ho členové a kandidáti politbyra a další straničtí funkcionáři stojící v čele frontu a sovětské oblasti ovládané komunistickými vojsky. Diskutovalo se o aktuálních otázkách vojenské a politické strategie. Účastníci konference přijali rezoluci o vojenské strategii a taktice, která vytyčila heslo „spojit občanskou válku s národním bojem proti Japonsku“ a za bezprostřední úkol čínské Rudé armády určila rozšíření sovětské oblasti na severozápadě Číny v boji proti kuomintangským generálům. Druhá rezoluce přijatá na konferenci stanovila strategii komunistické strany na nejbližší období, přičemž přijala a vyložila politiku jednotné fronty všeho čínského lidu proti Japonsku a Čankajškovi, přijatou o několik měsíců dříve na VII. kongresu Kominterny. V souvislosti s přijetím politiky jednotné fronty konference rozhodla o reorganizaci čínské sovětské republiky a zmírnění politik dosud namířených proti majetným třídám společnosti.

## Účastníci konference
Konference se účastnili:
- členové politbyra a jeho ústředního sekretariátu/stálého výboru:
  - Čang Wen-tchien, pověřený celkovým řízením ÚV,
  - Mao Ce-tung,
  - Čou En-laj ,
  - Wang Ťia-siang,
  - Čchin Pang-sien,
- kandidáti politbyra:
  - Liou Šao-čchi,
  - Kchaj Feng,
  - Teng Fa,
- člen ÚV:
  - Li Wej-chan,
- kandidáti ÚV:
  - Čang Chao, v listopadu 1935 dorazil do Wa-jao-pao z Moskvy s informacemi o politice a rozhodnutích Kominterny v čínských záležitostech,
  - Jang Šang-kchun,
- ostatní:
  - Kuo Sung-tchao, tajemník šensijského výboru strany.[1]

## Závěry konference
Konference přijala dvě významné rezoluce, první k vojenské situaci a druhou k politické situaci a úkolům strany. 
Vojenská rezoluce přijatá 23. prosince vyzdvihla heslo „spojit občanskou válku s národní válkou proti Japonsku“ a za hlavní úkol pro rok 1936 stanovila přípravu na boj s Japonci. Příprava měla zahrnout rozšíření sovětské oblasti v Šen-si na východ a na sever do Suej-jüanu s cílem sjednotit oblasti ovládané komunisty v regionu a ustavit jejich spojení se Sovětským svazem (resp. Mongolskem). Dále se obsáhle věnovala taktice vedení války jak v regionech okupovaných Japonci (kde shrnovala principy a postupy partyzánské války), tak při obraně a rozšiřování sovětské oblasti (kde zdůrazňovala potřebu flexibility a manévrové války). Rezoluce vytyčila cíl výrazného zvětšení Rudé armády, na 200 tisíc mužů.
Politická rezoluce, sepsaná Čang Wen-tchienem, byla přijata 25. prosince. Zdůraznila že japonská invaze změnila revoluční situaci v Číně, v nové situaci musí komunistická strana vytvořit co nejširší koalici proti japonským imperialistům a Čankajškovi. V jednotné frontě se mají spojit nejen dělníci, rolníci a drobná buržoazie, ale i národní buržoazie, bohatí rolníci a malí statkáři, strana se má snažit o vedení koalice. Výrazem koalice má být vláda národní jednoty a spojená antijaponská armáda. Projevem přijetí nové politiky byla změna názvu čínské sovětské republiky z „Dělnicko-rolnické sovětské republiky“ na „Lidovou sovětskou republiku“ a potvrzení umírněnější politiky v otázkách bohatých rolníků, jejichž veškeré jmění nadále nemělo být konfiskováno, naopak při přerozdělování půdy měli zaručen stejný podíl stejně kvalitní půdy jako ostatní. Dále byli zváni podnikatelé v průmyslu i obchodu k investování na území sovětské republiky, zmírněna byla omezení pro vstup do strany. Celkově byla „levá uzavřenost“ hodnocena jako větší nebezpečí než „pravý oportunismus“, rezoluce odmítla dogmatické trvání na ideologických zásadách ve prospěch flexibilní reakce na změněné okolnosti.
Na konferenci byly přerozděleny působnosti členů vedení strany: Čang Wen-tchien nadále stál v čele strany; Mao Ce-tung zůstal hlavou sovětského státu a nadále řídil vojska sovětské oblasti z pozice předsedy Ústřední revoluční vojenské komise pro severozápad Čínské sovětské republiky (ustavené v listopadu 1935); Čchin Pang-sien zůstal předsedou rady lidových komisařů (vlády) sovětské republiky; Čou En-laj byl pověřen vedením nově zřízeného oddělení ÚV pro stranickou práci mezi bílými jednotkami (to jest jednotkami kuomintangské vlády a militaristů) a Liou Šao-čchi zodpovídal za odborové hnutí v bílých oblastech (to jest provinciích ovládaných nekomunistickými úřady, především vládou Kuomintangu, případně okupovaných Japonci).